# RUNNING SMAP!
『RUNNING SMAP!』（ランニング スマップ!）は2011年12月8日から2012年1月9日までの期間限定でSMAP SHOPでのみ発売された、SMAPの曲である。

## 概要
SMAPが2011年でCDデビュー20周年を迎え、「2012年もその歩みを止めることなく走り続ける」という今回のSMAP SHOPのテーマである。その思いが込められた楽曲が収録されている。
例年のSMAP SHOP限定CD同様、390円のサンキュー価格で販売される。
CDの発売日（SMAP SHOPの営業開始日）と1日前にはSMAP初の海外公演を収録した『THANKS FOR BEIJING!!（DVD)』が発売され、ショップ限定のパッケージ仕様も発売された。